# Николаев, Алексей Иванович (генерал-майор)
Алексей Иванович Николаев (13 марта 1860 — ?) — генерал-майор Российской императорской армии; участник русско-японской войны и Первой мировой войны; кавалер пяти орденов (в том числе ордена Святого Георгия 4-й степени).

## Биография
Родился 13 марта 1860 года. По вероисповеданию — православный. Окончил Ярославскую военную прогимназию.
В императорской армии с 17 августа 1877 года. Окончил Московское пехотное юнкерское училище. Служил в Новочеркасском 145-м пехотном полку. 21 октября 1880 года получил чин прапорщика. 30 августа 1884 ода получил чин подпоручика. 30 августа 1888 года получил чин поручика. 15 марта 1895 года получил чин штабс-капитана. 6 мая 1900 года получил чин капитана. В течение четырёх лет и трёх месяцев командовал ротой. В течение пяти лет и одного месяца был командиром батальона. Участвовал в русско-японской войне, во время которой получил ранение. 20 августа 194 года получил чин подполковника, с формулировкой «за отличие». 6 декабря 1911 года получил чин полковника. По состоянию на 1 марта 1914 года находился в том же чине и служил в Новочеркасском 145-м пехотном полку.
Участвовал в Первой мировой войне. 16 августа 1914 года был назначен командиром Ижорского 293-го пехотного полка. 12 августа 1915 года был отчислен из-за болезни в резерв чинов при управлении дежурного генерала штаба. По состоянию на 20 января 1916 года находился в резерве чинов при штабе Петроградского военного округа. 6 декабря 1915 года получил чин генерал-майора. По состоянию на 1 августа 1916 года находился в той же должности и в том же чине. С 31 марта по 12 июля 1917 года являлся командиром бригады 41-й пехотной дивизии, затем был назначен командующим 160-й пехотной дивизии.

## Награды
- Орден Святого Георгия 4-й степени (22 декабря 1915)[1];
- Орден Святого Владимира 3-й степени (29 мая 1915)[1];
- Орден Святого Владимира 4-й степени (1906) с мечами и бантом (3 октября 1915)[1];
- Орден Святой Анны 3-й степени с мечами (1904)[1];
- Орден Святого Станислава 2-й степени (1911)[1].